# صابر (اسم)
صابر هو اسم علم مذكر من أصل عربي، ومعناه هو الجلود الصبور الجريء الممسك عن الشيء الملازم.

## وصلات خارجية
- موسوعة السلطان قابوس لأسماء العرب نسخة محفوظة 5 أبريل 2019 على موقع واي باك مشين.